# 110297 Yellowriver
110297 Yellowriver è un asteroide della fascia principale. Scoperto nel 2001, presenta un'orbita caratterizzata da un semiasse maggiore pari a 3,2022601 au e da un'eccentricità di 0,1917727, inclinata di 0,69070° rispetto all'eclittica.
L'asteroide è dedicato al Fiume Giallo attraverso il suo endonimo in inglese.